# Didymosphaeria syringae
Didymosphaeria syringae är en lavart som beskrevs av Fabre 1879. Didymosphaeria syringae ingår i släktet Didymosphaeria och familjen Didymosphaeriaceae.   Inga underarter finns listade i Catalogue of Life.